# Nihon Shoki
Nihon Shoki (日本書紀), às vezes traduzido como Crônicas do Japão, é o segundo livro mais antigo sobre a história do Japão.  Este livro também é chamado de Nihongi (日本紀, lit. Crônica japonesa).

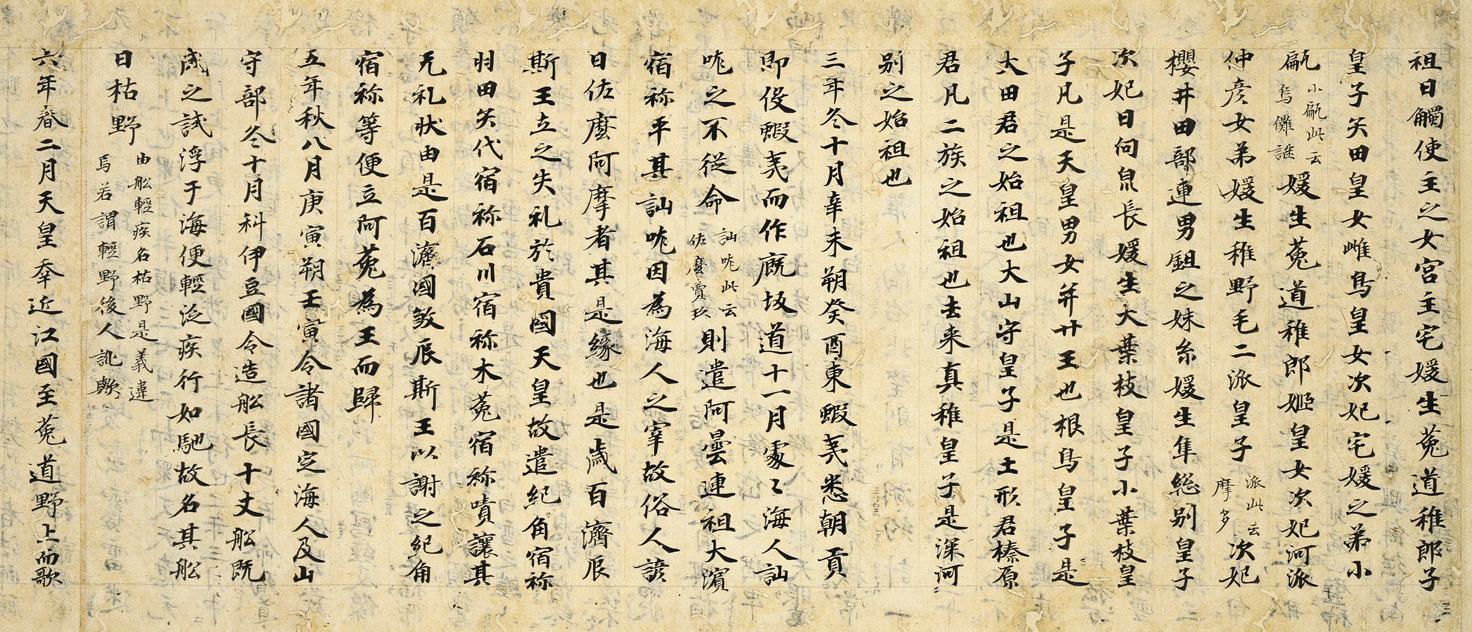

O mais antigo é o Kojiki. Assim como o Kojiki, o Nihon Shoki inicia com lendas mitológicas, mas continua com o relato de eventos históricos do século VIII.
O Nihon Shoki foi compilado sob ordem do príncipe Toneri no Miko (filho do Imperador Temmu). O livro foi apresentado formalmente à Imperatriz Gensho em 720, e é parcialmente escrito em versos nem sempre regulares.